# Karl Schmidt (architekt)

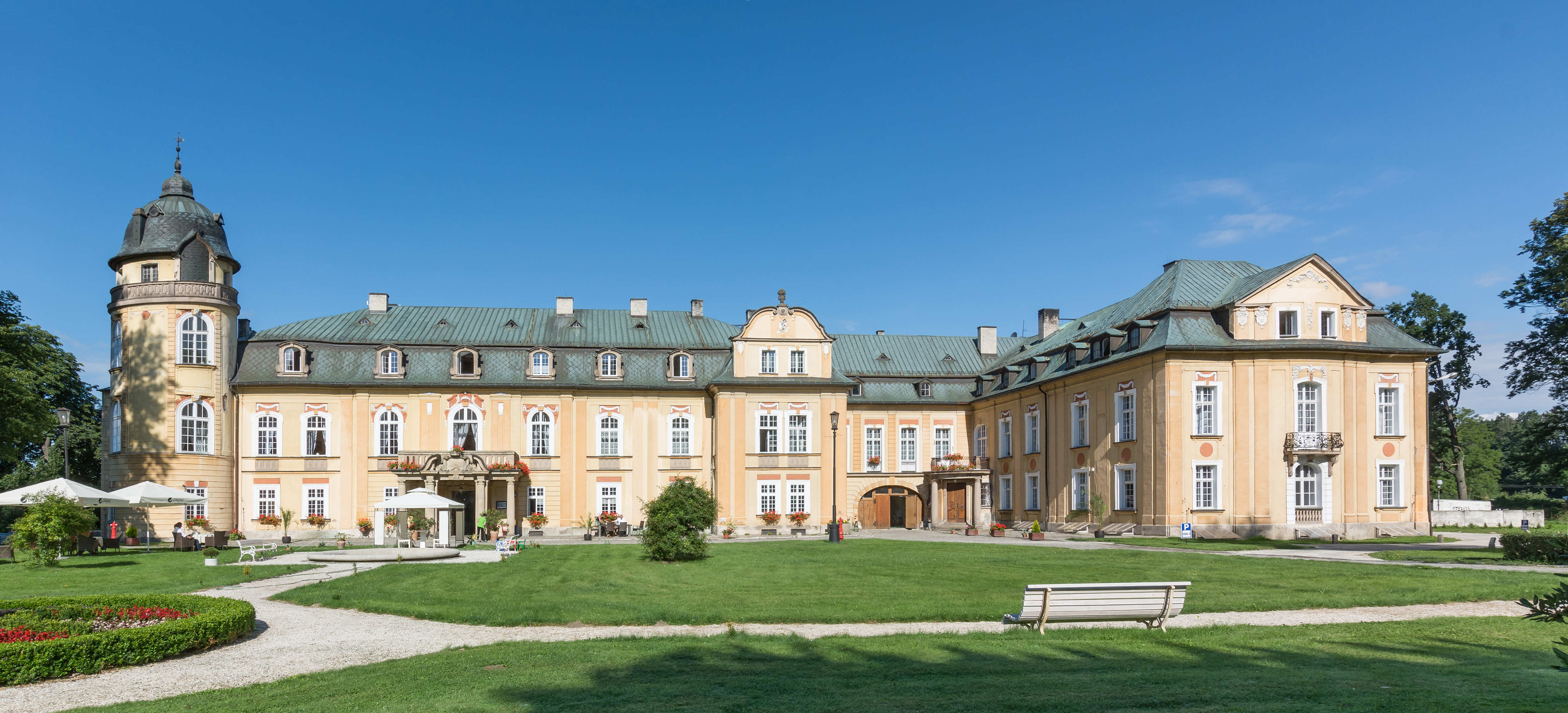
Pałac w Żelaźnie zaprojektowany przez Karla Schmidta

Karl Schmidt (ur. 23 marca 1836, zm. 12 kwietnia 1888) – niemiecki architekt działający we Wrocławiu.

## Życiorys
Absolwent Akademii Budownictwa w Berlinie. Jego główne prace powstały we Wrocławiu:
- 1863–1865 – zabudowa wrocławskiego Zoo
- 1867 – Wzgórze Liebicha (niem. Liebichs Höhe)
- 1871–1872 – znaczna przebudowa i rozbudowa opery wrocławskiej po pożarze.
- 1872–1874 – pałac Leipzigera przy Wierzbowej 15 we Wrocławiu
- 1870-1873 - Kamienica Sachsów we Wrocławiu